# QV32
QV 32 est un des tombeaux situé dans la vallée des Reines, dans la nécropole thébaine, sur la rive ouest du Nil face à Louxor en Égypte.

## Description
QV 32 est une tombe anonyme datant de la XVIIIe dynastie, constituée d'un court puit,  aujourd'hui fermé par une grille, percé dans du schiste argileux qui relie la surface à une chambre creusée dans de la marne.
En octobre 2008, une équipe conjointe du CNRS et du CSA y a découvert des morceaux de poteries.

## Histoire
La tombe a été réutilisée durant la Troisième Période intermédiaire.
Elle est mentionnée pour la première fois par l'égyptologue Heinrich Karl Brugsch en 1855, puis une seconde fois par Elizabeth Thomas qui ne peut cependant pas y accéder. En 1985, elle est étudiée et par une équipe franco-égyptienne, qui y retire les débris qui s'y sont accumulés.